# Браунихсвальде
Браунихсвальде (нем. Braunichswalde) — община в Германии, в земле Тюрингия.
Входит в состав района Грайц. Подчиняется управлению Лендерек. Население составляет 625 человек (на 31 декабря 2010 года). Занимает площадь 5,18 км².